# This Is the New Deal
'This Is the New Deal è il primo EP del gruppo musicale svedese Refused, pubblicato il 1º giugno 1993 dalla Burning Heart Records.

## Tracce
Testi e musiche di Refused.
1. Hate Breeds Hate – 3:06
2. Break – 2:00
3. Where's Equality? – 2:14
4. Soft – 2:47
5. I Wish – 6:50

## Formazione
Gruppo
- Dennis Lyxzén – voce
- David Sandström – batteria
- Henrik Jansson – chitarra
- Magnus Björklund – basso
- Pär Jaktholm – chitarra

Produzione
- Pelle Gunner – produzione, missaggio